# Gigantengrab von Su Pranu

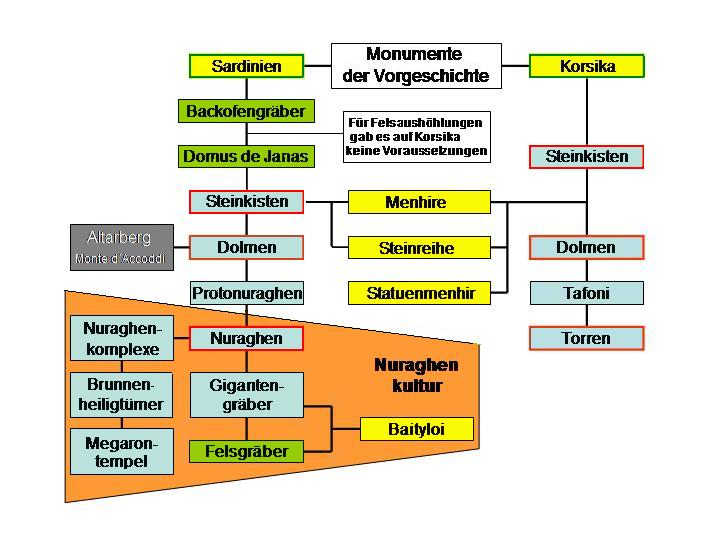
Typenreihe sardisch-korsischer Monumente

Das Gigantengrab von Su Pranu est (auch Su Tentorzu genannt) liegt bei Abbasanta in der Provinz Oristano auf Sardinien und ist in keinem guten Zustand. Die auf Sardu „Tumbas de sos zigantes“ und Italienisch „Tombe dei Giganti“ genannten Bauten sind die größten pränuraghischen Kultanlagen Sardiniens und zählen zu den spätesten Megalithanlagen Europas. Die 321 bekannten Gigantengräber sind Monumente der bronzezeitlichen Bonnanaro-Kultur (2.200–1.600 v. Chr.), der Vorläuferkultur der Nuragher. 

## Typenfolge
Baulich treten Gigantengräber in zwei Varianten auf. Die Anlagen mit Portalstelen und Exedra gehören zum älteren Typ. Bei späteren Anlagen besteht die Exedra aus einer in der Mitte deutlich erhöhten Quaderfassade aus bearbeiteten und geschichteten Steinblöcken.

## Beschreibung
Inmitten von nur wenigen erhaltenen, verstürzten Blöcken der Exedra liegt die zerbrochene etwa 2,5 m hohe monolithischen Stele, die im Unterschied zu anderen Anlagen dieses Typs keine Portalöffnung hat. Die weitgehend erhaltene Kammer ist etwa 8,5 m lang und besteht aus einer Doppelschicht vertikaler Steinplatten. Sie war ursprünglich mit Erde und Schutt gefüllt. Horizontale Platten, von denen einige noch in situ erhalten sind, bildeten die Decke.
Der nahe gelegene prähistorische Bereich von Mesu Enas besteht aus einem Dolmen und den Domus de Janas von Bonorchis. In der Nähe liegen die Gigantengräber Bidil ’e Pira, Goronna und Perdu Pes, das Brunnenheiligtum Santa Cristina und die Nuraghe Losa.